# Bourride
Ne doit pas être confondu avec Bourride à la sétoise ou Bouillabaisse.
La bourride (bourrido ou borrida en occitan) est une spécialité culinaire traditionnelle des cuisine provençale, cuisine de la Provence méditerranéenne, et cuisine languedocienne, à base de poisson, fruits de mer, et légumes, liés à l'aïoli et à l'huile d'olive. Variante des bouillabaisse ou soupe de poissons à la sétoise, cette soupe de poisson, originaire de Provence et du Languedoc, est particulièrement appréciée de Toulon (Var) à Agde (Hérault).
Le terme « bourride » est emprunté au provençal bourrido (borrida selon la norme classique de l'occitan), qui serait dérivé de bouri/bouli (borit/bolit), « bouilli ».

## Ingrédients
Cette recette se prépare avec des poissons blancs ou fruits de mer de mer Méditerranée (mulet, maquereau, loup, merlan, congre, grondin, daurade, cabillaud, turbot, saint-pierre, ou baudroie (nom vernaculaire de la lotte, pour la bourride à la sétoise)..., une julienne de légumes (céleri, fenouil, poireaux, carottes, oignons, bouquet garni... avec éventuellement du vin blanc), et de l'aïoli. 

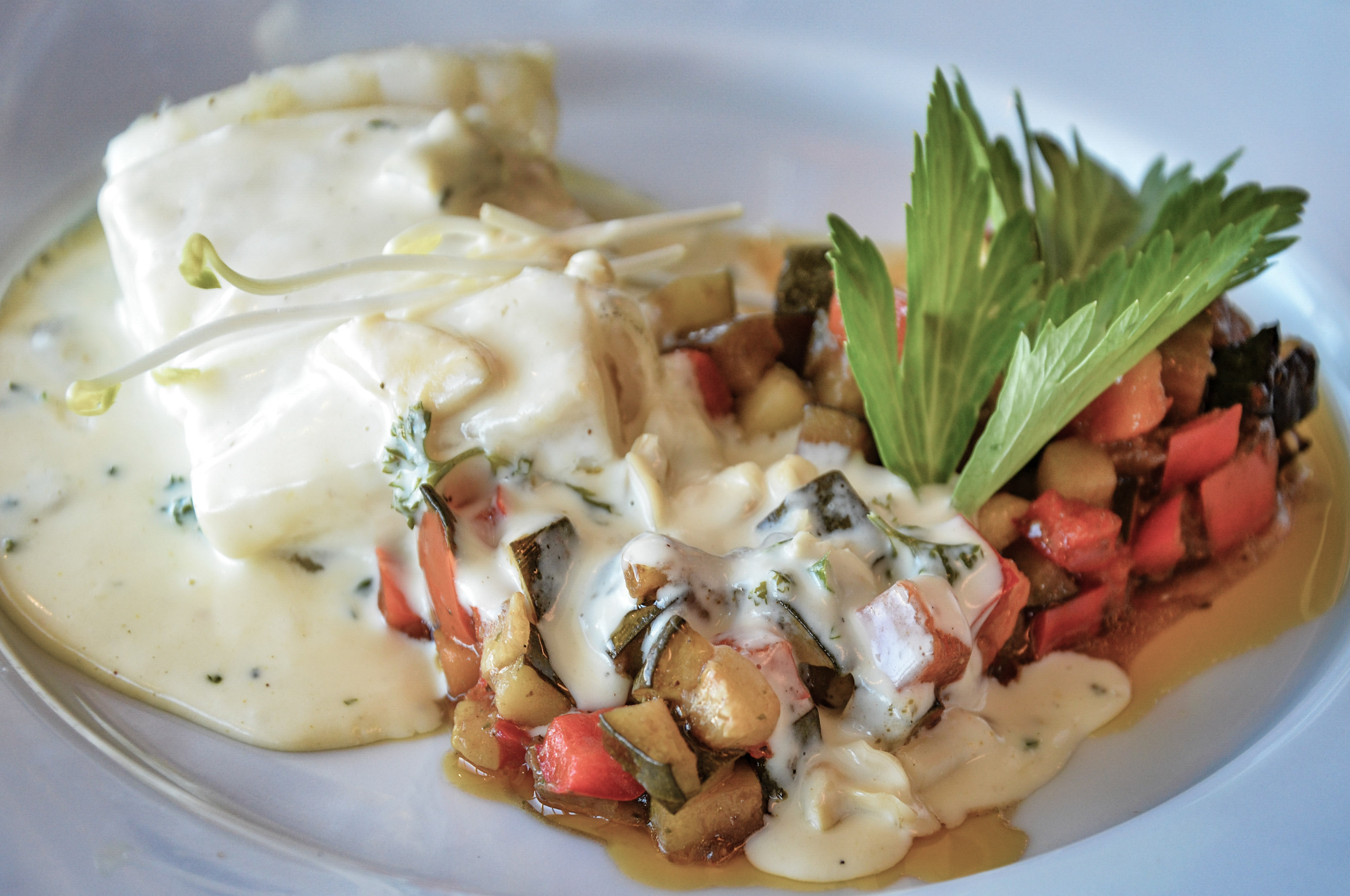
Avec de la ratatouille
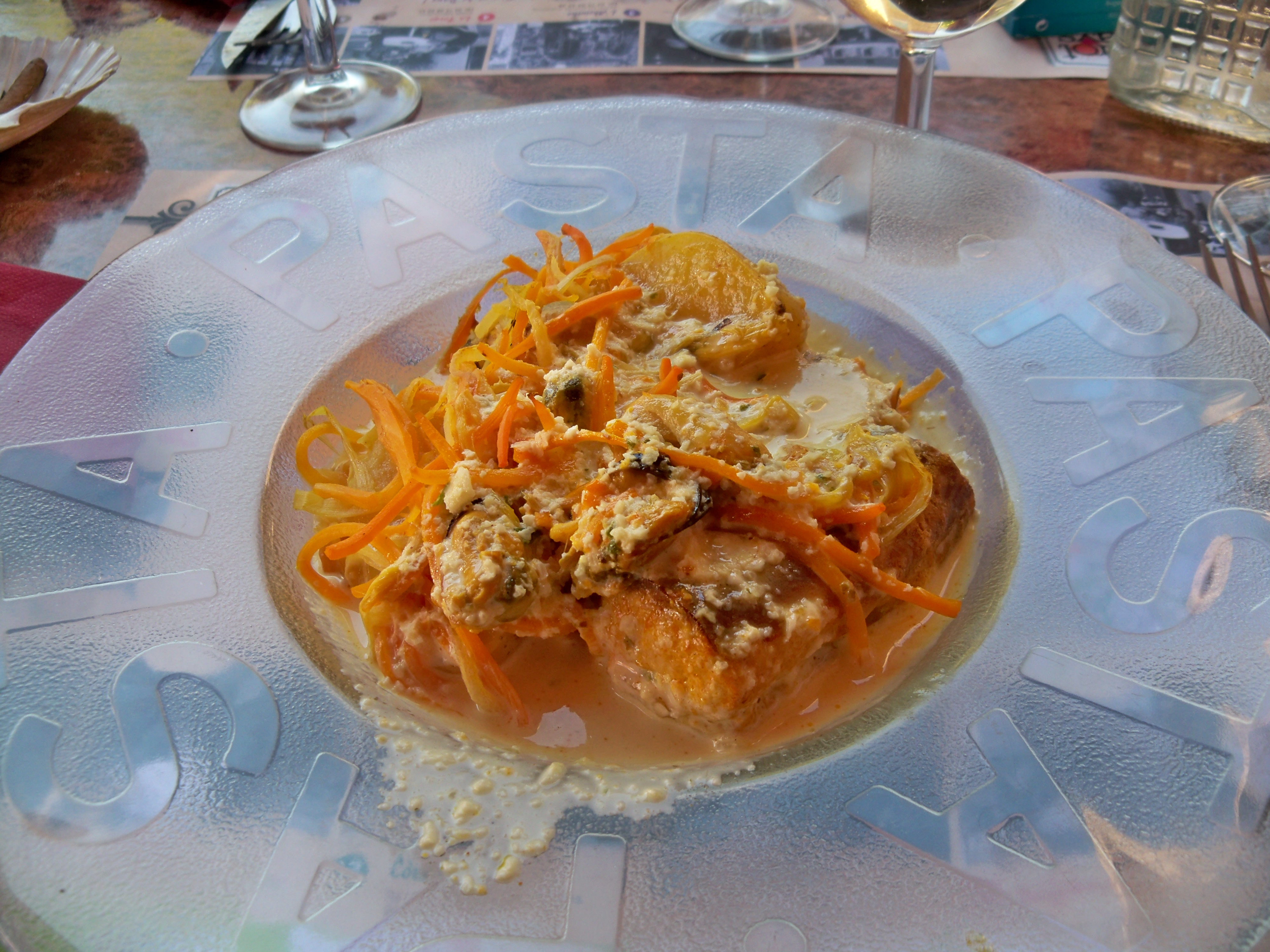
Bourride de fruit de mer
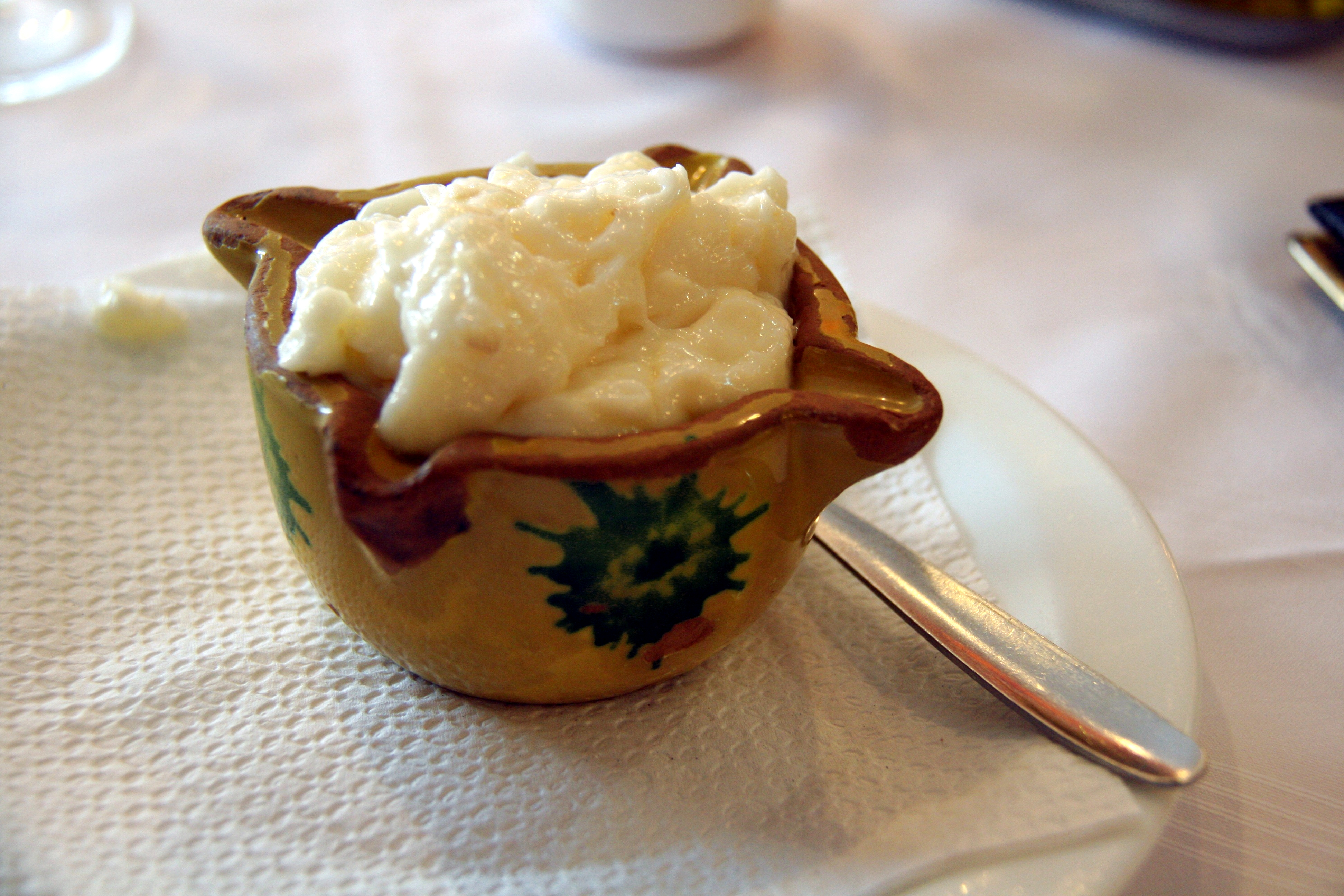
Aïoli

Selon les variantes de recettes, le poisson et la brunoise sont cuits indépendamment, ou bien ensemble comme un ragoût de poisson au court-bouillon. En fin de cuisson, le fumet de poisson est lié avec de l'aïoli et de l'huile d'olive. A l'image de la bouillabaisse, et en fonction des goûts et us et coutumes locales, le poisson est servi comme un aïoli garni, avec du riz, pomme de terre, ou ratatouille..., nappé avec la sauce brunoise à l'aïoli, ou bien en soupe de poisson,,,. Le tout est traditionnellement servi accompagné de croûtons frottés à l'ail.

## Variantes
- La variante de bourride à la sétoise est traditionnellement préparée avec de la lotte.